# Eulamprus heatwolei
Eulamprus heatwolei är en ödleart som beskrevs av Wells och Wellington år 1983. Eulamprus heatwolei ingår i släktet Eulamprus och familjen skinkar. IUCN kategoriserar arten globalt som livskraftig. Inga underarter finns listade i Catalogue of Life.